# بول دموي

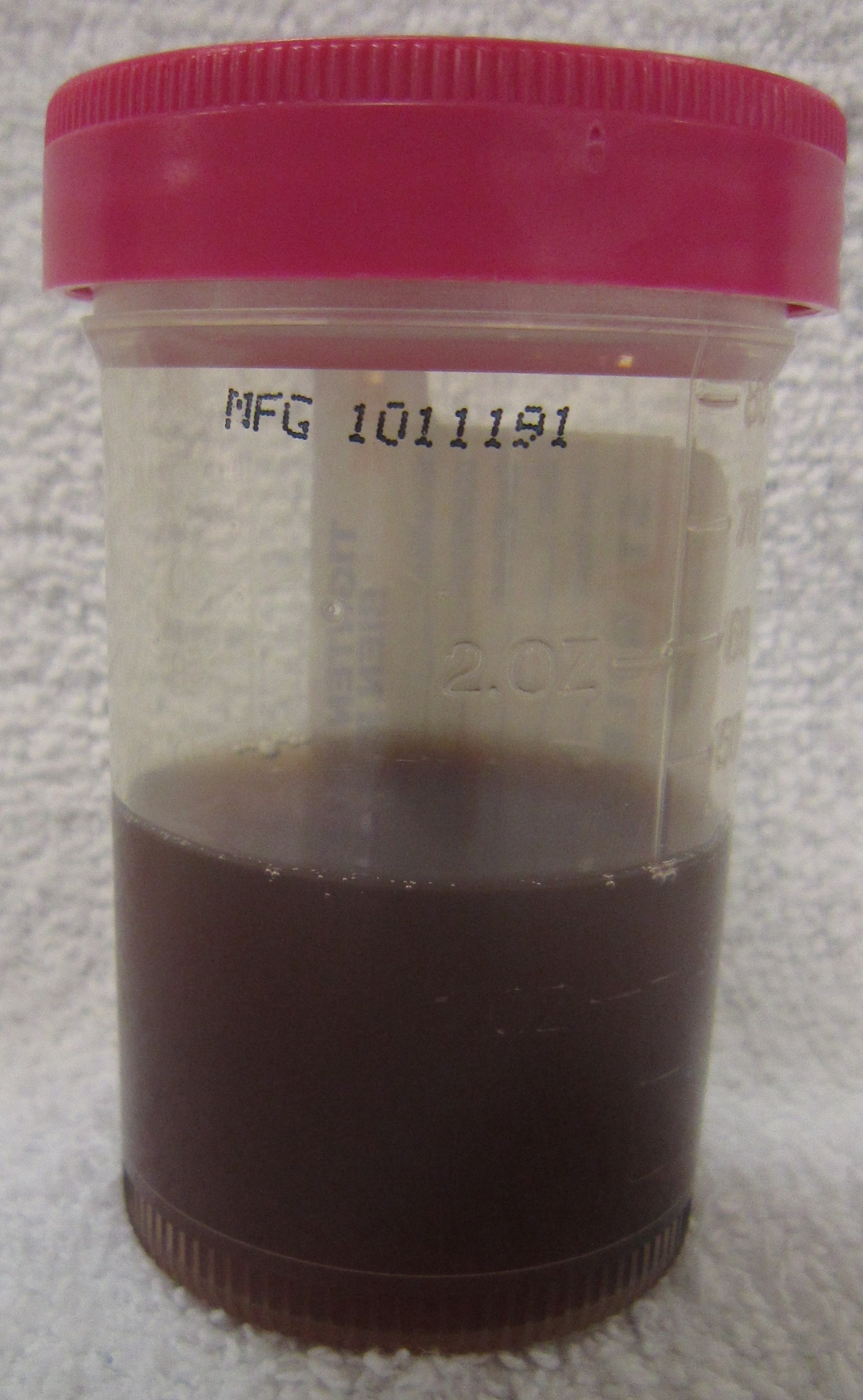
حالة حادة من الهيماتوريا.

البيلة الدّموية أو البول الدموي أو هيماتوريا (بالإنجليزية: hematuria)‏ هو مصطلح طبي ويعني وجود دم (خلايا دم حمراء) في البول. يتراوح الأمر بين طبيعي إلى قاتل، فقد لا يكون ذلك معبراً عن حالة مرضية أو مرض مقلق وقد يكون علامة على وجود حصوة في الكلى أو التهاب في المسالك البولية (الكلى أو الحالبين أو البروستاتا أو المثانة البولية)، إذا تم العثور على كريات الدم البيضاء بالإضافة إلى الحمراء في البول فقد تكون إشارة على وجود عدوي التهاب المسالك البولية، في بعض الأحيان يتم استخدام مصطلح الإنجليزي (hemoglobinuria) كبديل عن (hematuria)، على الرغم من أنه يشير إلى وجود بروتين الهيموجلوبين في البول بتركيز عالٍ.

## اللون
تتنوع درجة اللون الأحمر في الدم حسب شدة ومنطقة الإصابة:
- بول دموي بسيط ويكون فيه لون البول مختلط قليلا بلون الدم.
- بول دموي متوسط ويكون فيه لون معظم البول بلون الدم.
- بول دموي شديد ويكون فيه لون البول كله مختلط بلون الدم وأحيانا توجد بعض التجلطات الدموية في البول.

## الأسباب
الأسباب الأكثر شيوعاً للبول الدموي هي:
- وجود نزيف في الجهاز البولي.
- الالتهابات التي تصيب السبيل البولي سواء كانت جرثومية أو فيروسية.
- تضخم البروستات الحميد عند الرجال الأكبر سناً خصوصاً من هم فوق سن 50 عاما.
- حصاة الكلية والحالب والمثانة.
- أورام السبيل البولي.
- وجود أسباب خلقية أو وراثية مثل تكيس الكليتين.
- الإصابة ببعض الأمراض مثل بالهيموفيليا أو سرطان الدم أو فقر الدم المنجلي.
- تناول بعض الأدوية مثل Penicillin وAspirin وHeparin وغيرها.

في بعض الأحيان يكون سبب دكون لون البول إلى تناول بعض الاطعمة التي تحتوي على صبغات قوية مثل البنجر أو التوت البري ولا يعبر ذلك عن حالة مرضية أو وجود دم في البول ويختفي ذلك اللون في خلال بضعة أيام.

### أسباب خروجدممع البول

#### أولاً: الالتهابات
وهي السبب الرئيسي لخروج الدم مع البول في الأشخاص تحت سن 40 سنة وقد تكون التهابات في:
- الكلى مثل التهاب حوض الكلى أو وجود حصوات بالكلى أو التهاب الكلى الحاد نتيجة بكتريا اللوزتين
- التهابات في الحالب نتيجة وجود حصوات بالحالب
- التهابات المثانة نتيجة وجود حصوات بها أو نتيجة الإصابة بالبلهارسيا البولية
- التهابات مجرى البول نتيجة للأملاح أو وجود حصوات
- التهاب واحتقان البروستاتا عند الرجال...

#### ثانياً: الإصابة المباشرة
في الكلى أو في مجرى البول نتيجة الحوادث أو السقوط من مكان مرتفع أو الوقوع بشدة على الظّهر..

#### ثالثاً: اضطراباتتجلط الدم
مثل المصابين بأمراض النزف أو المصابين بمشاكل تليف الكبد.

#### رابعاً: القرحة والسرطان
ولكن هذه الأسباب أكثر انتشاراً في كبار السن فوق 45 سنة على الأقل
- قرحة المثانة بسبب الإصابة ببلهارسيا المجاري البولية
- سرطان الكلى أو المثانة...
- تضخم البروستاتا الحميد في الرجال فوق سن 50 سنة، سرطان البروستاتا

#### خامساً: أسباب أخرى
- مع الدورة الشهرية قد يخيل إلى الفتاة أن الدم قادم من مخرج البول
- عقب الولادة المتعسرة ينزل دم من مجرى البول نتيجة وجود إصابات طفيفة في المثانة بسبب
- ضغط الجنين الطويل عليها خلال الولادة
- بعض الأدوية: مثل دواء ريفامبيسين الذي يعطى لمرضى السل يؤدي إلى تلون البول باللون الأحمر البرتقالي
- الرياضات العنيفة مثل ألعاب القوى والجري لمسافات طويلة جداً
- النكاح في الأماكن غير المخصص لها أو بطريقة غير صحيحة يمكن أن تصاب المرأة به.

## التشخيص
يتم التشخيص وذلك اعتمادا على تاريخ المريض مع إجراء بعض الفحوصات:
1. فحص البول تحت المجهر للتأكد من وجود الدم في البول ولمعرفة نوع الخلايا الموجودة في البول.
2. فحص الجهاز البولي باستخدام التصوير المقطعي والرنين المغناطيسي.
3. أخذ خزعة من الكلى (عند الاشتباه) وفحصها والتأكد من عدم وجود أي كدمات في البطن أو الظهر.
4. إجراء فحص شرجي للتأكد من عدم وجود مشاكل في البروستاتا (خاصة لمن هم فوق 50 عاما).
5. الفحص الحويضي الوريدي للمثانة والكلى.

قد يشعر المريض بألم أثناء التبول ورغبة كبيرة في التبول باستمرار وذلك قد يدل على وجود تلوث في مجري البول، في بعض الحالات لا يمكن بالرغم من إجراء التحاليل التعرف على سبب البول الدموي، لذا يتم إبقاء المريض تحت المتابعة، ومعاودة إجراء الفحوصات التصويرية بعد فترة إذا لم تختفِ البيلة الدموية.

## العلاج
يعتمد العلاج على معرفة سبب النزيف الرئيسي وعلاجة مع القيام بعدة فحوصات متكررة للبول والدم إذا لم يعرف المسبب الرئيسي.

## وصلات خارجية
- موسوعة الأمراض